# Heinz Brinkmann
Heinz Brinkmann   (Bottrop, p. dècada del 1940) és un antic pilot d'enduro alemany de renom internacional al tombant de la dècada del 1960. Especialista en petites cilindrades, al llarg de la seva carrera va guanyar dos Campionats d'Europa de 50cc (1969-1970) i va formar part de l'equip de la RFA que va guanyar el Trofeu als Sis Dies Internacionals d'Enduro el 1968.